# 特拉凯省
特拉凱省,是一个1413年建立，1795年撤销的立陶宛大公国行政区划和地方政府。

## 历史
特拉凱省和维尔纽斯省在1413年根据赫罗德沃联合被立陶宛大公维陶塔斯建立。维陶塔斯为了集权，加强政府，使用波兰行政区划系统。特拉凱省取代了以前的由公爵或其近亲直接统治的特拉凱公国。特拉凯公爵（拉丁語：dux Trocensis）被任命的官员取代——省总督和他的副手城主。
该省被分为四个县：赫罗德那，考纳斯，特拉凯（省总督直接管辖）和乌皮特。该省最大城市为考纳斯，赫罗德那和特拉凱。在卢布林联合后，特拉凱省与整个立陶宛大公国一起，成为波兰立陶宛联邦的一部分，直到1795年瓜分波兰。该省大部分地区属于俄罗斯帝国，尼曼河以西属于东普鲁士。 

## 省总督
特拉凱省省总督是立陶宛大公国最重要的省领导之一。他们由著名豪族和比得上维尔纽斯省总督和大司法官的权力和威望的人任命。 省总督依职权为立陶宛贵族议会。  省总督居住于特拉凱市，靠近格拉夫湖，特拉凱半岛城堡附近。

### 省总督列表
- 乔纳斯·格斯塔乌塔斯（1440年）

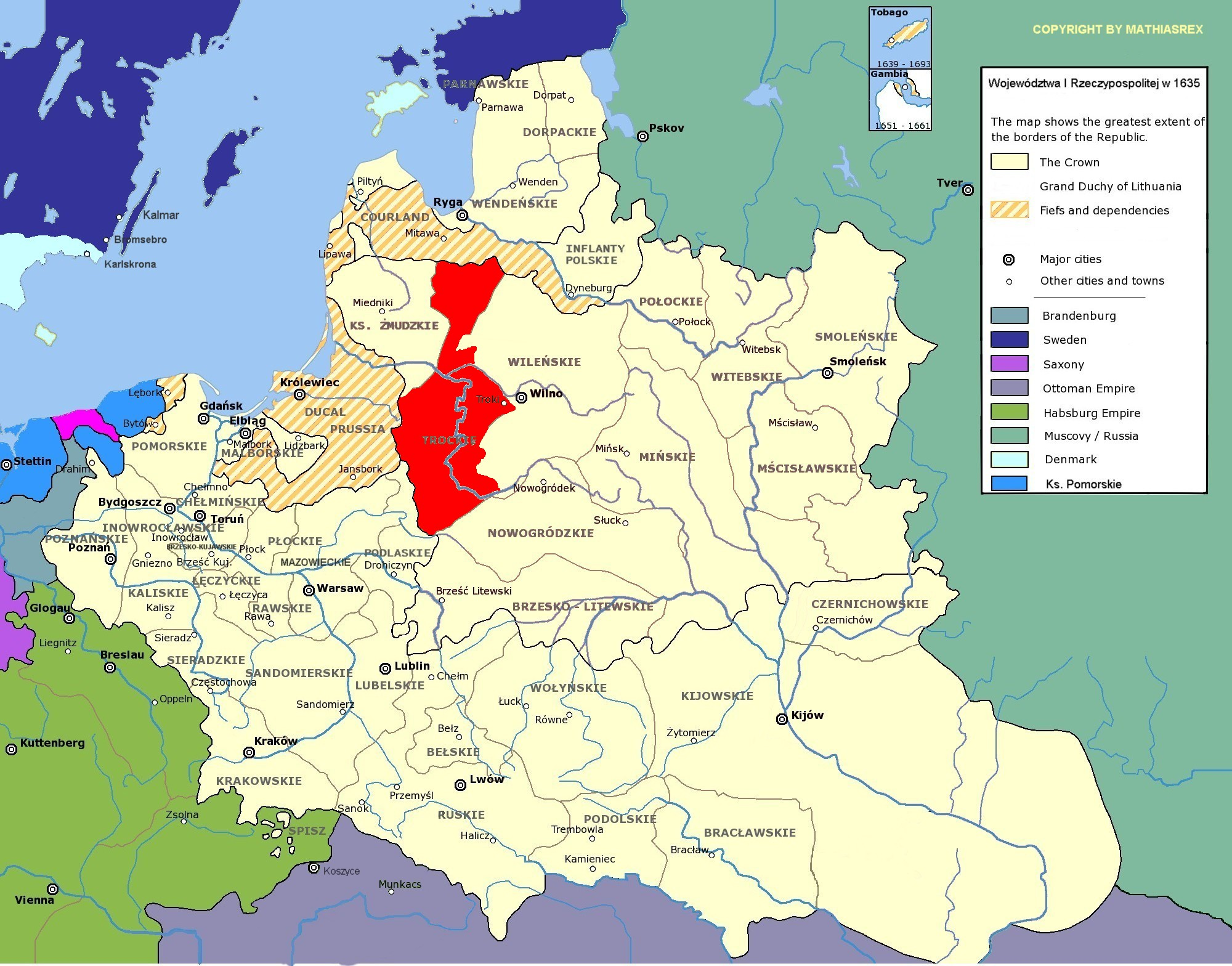
查基省在波兰立陶宛联邦的位置

- 拉德维拉·阿斯提卡斯（1466年–1477年）
- 马尔提纳斯·格斯塔乌塔斯（1480年–1483年）
- 阿尔布雷希特·格斯塔乌塔斯（1519年–1522年）
- 斯坦尼斯洛瓦斯·格斯塔乌塔斯（1542年）
- 米科瓦耶·克尔基施托夫·“孤儿”·拉德兹维夫（1590年–1604年）
- 雅奴什·斯库明·提施基维迟（1626年–1640年）
- 皮奥特尔·帕克（1640年-1642年）
- 米科瓦耶·阿布拉莫维迟（1647年–1651年？）
- 马尔切安·欧金斯基（1670年-？）
- 塔丢施·弗兰西斯克·欧金斯基（1770年–1783年）
- 约佐夫·米科瓦耶·拉德兹维夫（1788-？）